# Giorgio Zennaro
Giorgio Zennaro (Venezia, 10 ottobre 1926 – Venezia, 13 agosto 2005) è stato uno scultore, pittore e designer italiano.

## Biografia
Nasce a Venezia, secondo di tre figli di Romano Zennaro e Italia. Il padre perde il lavoro di impiegato comunale per non aver aderito al partito fascista. Frequenta le elementari presso la scuola "Armando Diaz" e in seguito una scuola professionale di allievi meccanici presso l'Arsenale di Venezia. A diciotto anni è assunto dalle Ferrovie dello Stato dove resterà fino al 1970.
La sua attività artistica ha inizio precocemente con la partecipazione dal 1953 al 1965 a tutte le Collettive di Scultura della Fondazione Bevilacqua La Masa e nel 1955 vince il primo premio del Comune di Venezia.
Dal 1959 partecipa ai concorsi Internazionali del Bronzetto di Padova fino agli anni settanta. Nel 1961 è l'unico italiano invitato al Simposio Europeo di scultura in Austria.
Nel 1966 esegue un'opera in marmo per il museo Internazionale Henraux. Nel 1968 vince il Concorso Nazionale per una scultura da inserire in un edificio scolastico a Rosolina in provincia di Rovigo. Nel 1969 vince il Concorso Nazionale per una scultura da inserire in un edificio scolastico a Sant'Alberto di Ravenna.
Dal 1971 è professore di plastica per chiara fama presso l 'stituto Statale d'Arte in campo dei Carmini a Venezia, ora Liceo Artistico Statale, e qui insegnerà fino al 1991.
È seguito fin dagli anni sessanta dal critico Giuseppe Marchiori che, nel 1970, lo presenta al gallerista Luciano Ravagnan. Nel 1972 viene invitato alla XXXVI Esposizione internazionale d'arte di Venezia (Grafica d'oggi).
Nel 1973 partecipa alla X Quadriennale Nazionale d'Arte di Roma, (Situazione dell'arte non figurativa) e l'anno seguente partecipa alla X Biennale Internazionale d'Arte del Mediterraneo di Alessandria d’Egitto.
Si susseguono le mostre personali a Venezia, Milano (galleria Pietra), Genova (galleria Rotta), Graphic Gallery a Palm Springs (California), Bologna (galleria La loggia), Milano (galleria Falchi), Monaco (galleria Eichinger), New York (Randall Galleries). Partecipa nel 1977 all'Arte Fiera di Bologna, Art Expo New York 1979, Wash Art 79, Expò Art '79 Bari, Art Expo 1980 Coliseum New York, Art 12 1981 Basilea (Svizzera), Arteder 1982 (Bilbao), Shada Gallery (Riad, Arabia Saudita).
Nel 1984 esegue una scultura alta 10 metri da porre di fronte all'Edificio della Provinzial a Munster (Germania).
Nel 1990 esegue una scultura alta 4 metri che si trova attualmente in Irlanda donata dall'ambasciatore italiano Francesco Carlo Gentile.
Nel 1992 partecipa alla Triennale Internazionale d'Arte di Osaka per la scultura e vince il premio della Ferrovie Giapponesi.
Nel 1993 partecipa alla Triennale Internazionale d’Arte di Osaka per la pittura e nel 1994 alla Triennale Internazionale d’Arte di Osaka per la grafica. Tre sue sculture sono presenti nel Museo d'Arte Moderna di Ca' Pesaro a Venezia e una alla Galleria d’Arte moderna di Roma.
Oltre a Giuseppe Marchiori che l'ha seguito con un'attenta analisi critica fino al 1980 altri esponenti della critica hanno analizzato la sua opera fra cui:Giulio Carlo Argan, Toni Toniato, Elda Fezzi, Pierre Restany, Lara Vinca Masini, Enrico Crispolti, Umbro Apollonio e Maria Luisa Pavanini che dal 1970 ha analizzato e seguito il suo lavoro.

## Introduzione all'opera

### La felicità della scultura di Giorgio Zennaro
L'ambiente e il periodo in cui si nasce contano, come anche la città, soprattutto se la città è unica e particolare come Venezia.
Questa città d'acqua è ambiente ricco fin dall'inizio del novecento di fermenti artistici e culturali.
Le esposizioni dal 1908-20 videro oltre trecento tra pittori e scultori presenti nella città lagunare. Tra gli altri: Boccioni, Casorati, Gino Rossi, Arturo Martini. In questo clima si formarono tra le due guerre le personalità di Albero Viani, Emilio Vedova, Santomaso, Virgilio Guidi e molti altri. Tali presenze oltre alla Biennale d'arte (1895) e alla Galleria d'Arte moderna di Ca' Pesaro (1902) e alla prima mostra del Cinema (1932) portarono a Venezia un grande rinnovamento, un'apertura internazionale nel campo artistico e non solo.
Sembrava allora fuori luogo difendere i miti del passato e l'autorità di una tradizione e con essa il diritto ad un atteggiamento non partecipe mentre ovunque la discontinuità e il dinamismo erano componenti fondamentali del vivere.
Il mondo non poteva essere più semplicemente oggetto di contemplazione ma si doveva cogliere nel suo divenire, nel suo continuo rinnovarsi, nei mutamenti sempre più dinamici.
L'arte non-figurativa, si presenta negli anni quaranta e cinquanta come rottura col passato e adatta alla nuova realtà. A Venezia protagonista nel campo della scultura del secondo dopoguerra fu Alberto Viani (1906-1989) allievo di Arturo Martini. È questo mantovano riservato e metodico il solo riferimento a Venezia dello scultore Giorgio Zennaro.
Zennaro, troppo giovane per partecipare al Fronte nuovo delle arti e per aderire allo Spazialismo, comprende fin dal suo esordio alla Bevilacqua La Masa nel 1953 che non è più tempo di serene catarsi e che la realtà espressa dalla scultura è tragica e quindi deve esprimere non solo forme polite e memori della tradizione classica come Viani, ma una realtà in divenire.
Zennaro con Evento di Forma del 1953-54 parte da una sua personale elaborazione della plastica europea. Lo spazio plastico per lui non è inquieto, non tormentato, né informe, è uno spazio sapientemente misurato con rigore ed armonia.
Il suo metodo di lavoro è progettuale e il disegno è lo strumento fondamentale del suo percorso inventivo. Progetto, costruzione, invenzione come unici elementi da contrapporre ad un mondo, che aveva conosciuto la tragedia della seconda guerra mondiale.
Nei suoi progetti non ci sono sbavature solo linee essenziali che, con fermezza geometrica, scandiscono lo spazio.
L'uomo ha sempre avuto la necessità di confrontarsi con qualcosa di superiore, di anelare a mete sempre più elevate questo è il percorso di Zennaro.
La sua opera è dinamica, mutevole come l'ambiente acqueo in cui nasce. Il dinamismo sequenziale che costituisce, dalla fine degli anni sessanta, il motivo più originale e caratteristico del suo lavoro, è lo stesso presente nelle onde, che perpetuamente si infrangono e ritornano con un movimento sempre nuovo e costante ed è in questa dimensione spazio- temporale che sono da collocarsi le sue forme.
Negli anni cinquanta e sessanta la sua ricerca si muove su piani apparentemente diversi ma che hanno una costante: l'espansione nello spazio, così ora le opere perdono volume per circoscriverlo con sottili linee metalliche secondo ritmi ordinati come passi di danza, ora acquistano volume attraverso elementi più complessi incisivi ricavati, scavati nel marmo o fusi nel bronzo.
Se gli Eventi di Forma e le Condizioni degli anni cinquanta mostrano ancora chiari riferimenti a schemi che ci riportano a forme organiche, l'Apertura Eveniente del 1966-67 e la Forma divenuta del 1966 (marmo nero del Belgio) sono una sua personale articolazione dello spazio con linee forti e decise che si proiettano dinamicamente in avanti.
La grande novità è la nascita del tema delle Sequenze Plurime nel 1967, 1968, inizialmente gli elementi sono legati ancora ad una struttura chiusa con forme che si sovrappongono, s'intersecano in combinazioni sempre nuove e diverse, ma nel 1971 e soprattutto nel 1972 le Sequenze plurime diventano moduli plastici che mostrano gli elementi compositivi giocati in equilibrio lungo un asse orizzontale. Elementi in successione che creano l'illusione dinamica del moto e ai quali talvolta, si contrappone a spezzare e a rompere la sequenza ritmica un elemento quasi immagine del contrappunto musicale. La musica di Bach e di Beethoven hanno accompagnato costantemente il lavoro di questo artista che in gioventù aveva suonato l'organo e il violino.
Il dinamismo sequenziale che costituisce il motivo più originale e caratteristico della sua opera è lo stesso presente nelle onde del mare che, perpetuamente, si rinfrangono e ritornano con movimenti sempre nuovi e costanti. Il marmo, l'acciaio, il bronzo, l'ottone, il legno e il plexiglas vivono negli elementi sequenziali proiettati nello spazio, e sembrano respirare nelle anse e gli incavi che ritmicamente si alternano.
Le forme si appropriano dello spazio con slancio, con aggressività ad esprimere la drammatica ricerca di liberazione dell'uomo e la sua costante volontà di elevarsi sulla meschinità, alienazione, sofferenza, che la vita inevitabilmente porta con sé.
Dinamismo che è vita e azione talvolta tragica ma che, nella sua tragica drammaticità, ci rende consapevoli dei nostri mutamenti e ci fa crescere interiormente.
Zennaro usa tutti i materiali e soprattutto, negli anni settanta, il plexiglas, che attraverso forme sfalsate e sovrapposte restituisce tutto il fascino immaginativo dell'acqua della laguna.
Nelle successioni dinamiche delle sequenze di plexiglas la luce gioca un ruolo importante e la trasparenza del materiale lascia intravedere il nascere della traccia formale.
Le sequenze in plexiglas diventano plurime trasparenze, respiro ritmico materializzato del moto ondoso. Il dinamismo di Zennaro non ha una connotazione puramente meccanica, la cura e la levigatezza delle forme non riflette solo la perfezione e la prevalenza della tecnica nel mondo degli anni settanta, ma l'espressione di un ordine morale da opporre alla negatività del mondo reale. Le forme pure e ritmate sono quindi immagine alternativa etica ed estetica ad una realtà irrazionale. La perfezione e la purezza delle forme plastiche sono espressione di cultura e civiltà così come lo erano nella loro perfetta e proporzionale bellezza le statue greche.
Bellezza e ragione per un artista coinvolto nel dramma della seconda guerra mondiale costituiscono una esigenza primaria, l'unica salvezza al dilagare della crudeltà e della barbarie. Per un artista le alternative ad una realtà drammatica sono due: rappresentarla in tutto il suo orrore o sognare e immaginare forme che nel loro rigoroso ordine razionale rappresentino un'alternativa al disordine e al caos. Zennaro crea il suo personale sistema sequenziale armonico e poetico.
Le sequenze non sono proprie solo delle singole opere, ma ogni scultura è sequenziale ad un'altra.
Quattro o cinque opere sono tra loro sequenziali e costituiscono un ciclo e ogni ciclo è, a sua volta, conseguente ad un altro.
Le sue opere costituiscono quindi un sistema semplice e complesso in una sequenza senza fine che scandisce lo spazio secondo un ritmo temporale.
Zennaro ha una fede incondizionata nella razionalità della forma come espressione della creatività umana e forza vitale di fronte al desiderio distruttivo della società degli anni settanta.
I valori umani e morali che la cultura antica ci ha tramandato non possono essere più tramandati nel ritmo di un sogno immobilizzato come nelle cariatidi di Viani ma nelle forme che aggrediscono e segnano lo spazio, forme di speranza proiettate come sono dinamicamente verso il futuro. Non è tempo per l'arte di metafore, né di sortilegi o giochi ma di forme costruite con fatica che siano testimoni di una bellezza sognata e intangibile, questo il messaggio di un artista che si è fatto carico nel corso di cinquant'anni di lavoro di una responsabilità umana e civile attraverso una costante progettualità.

## Opere scultoree

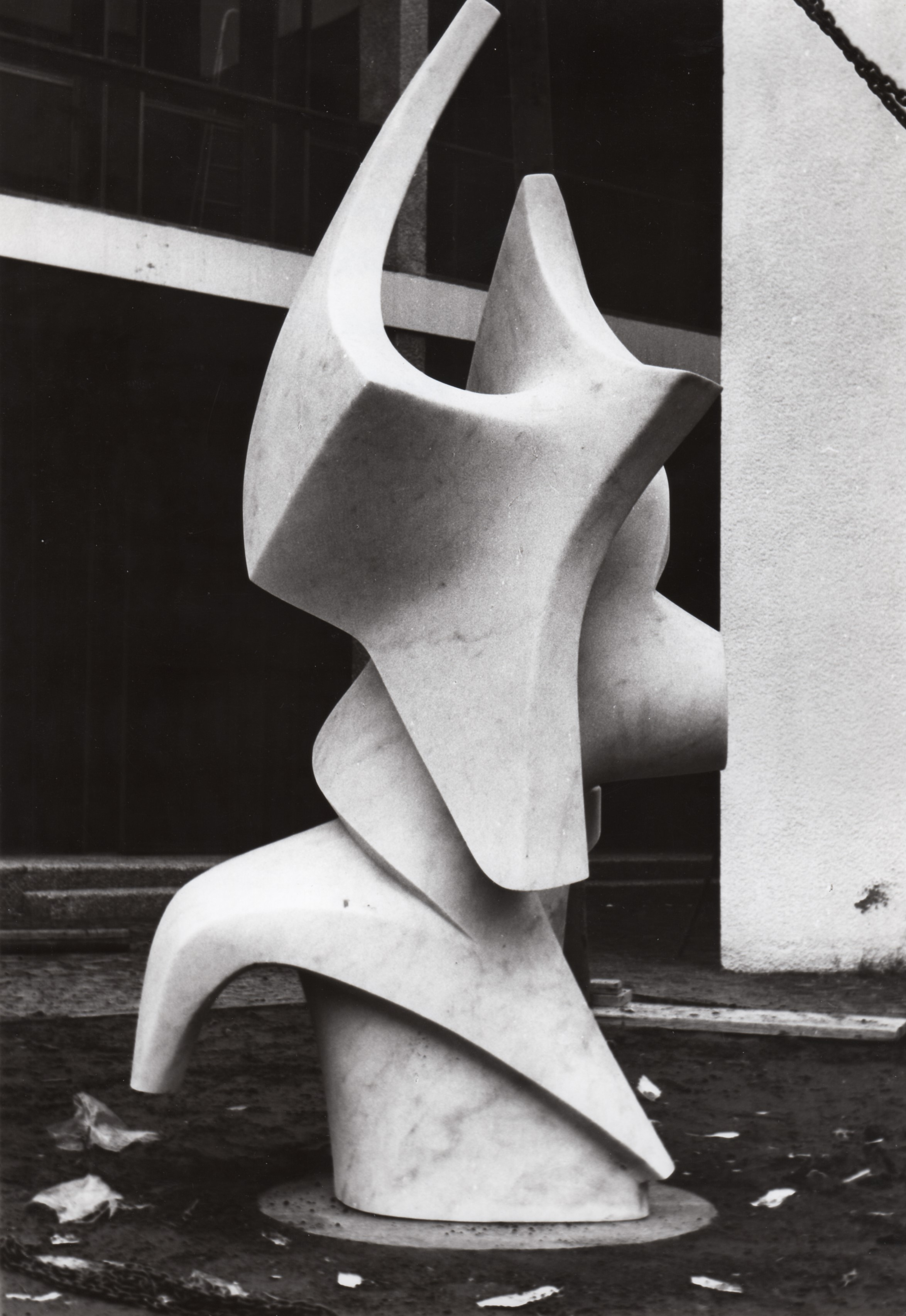
Apertura Eveniente, 1969, marmo Blanc Arni
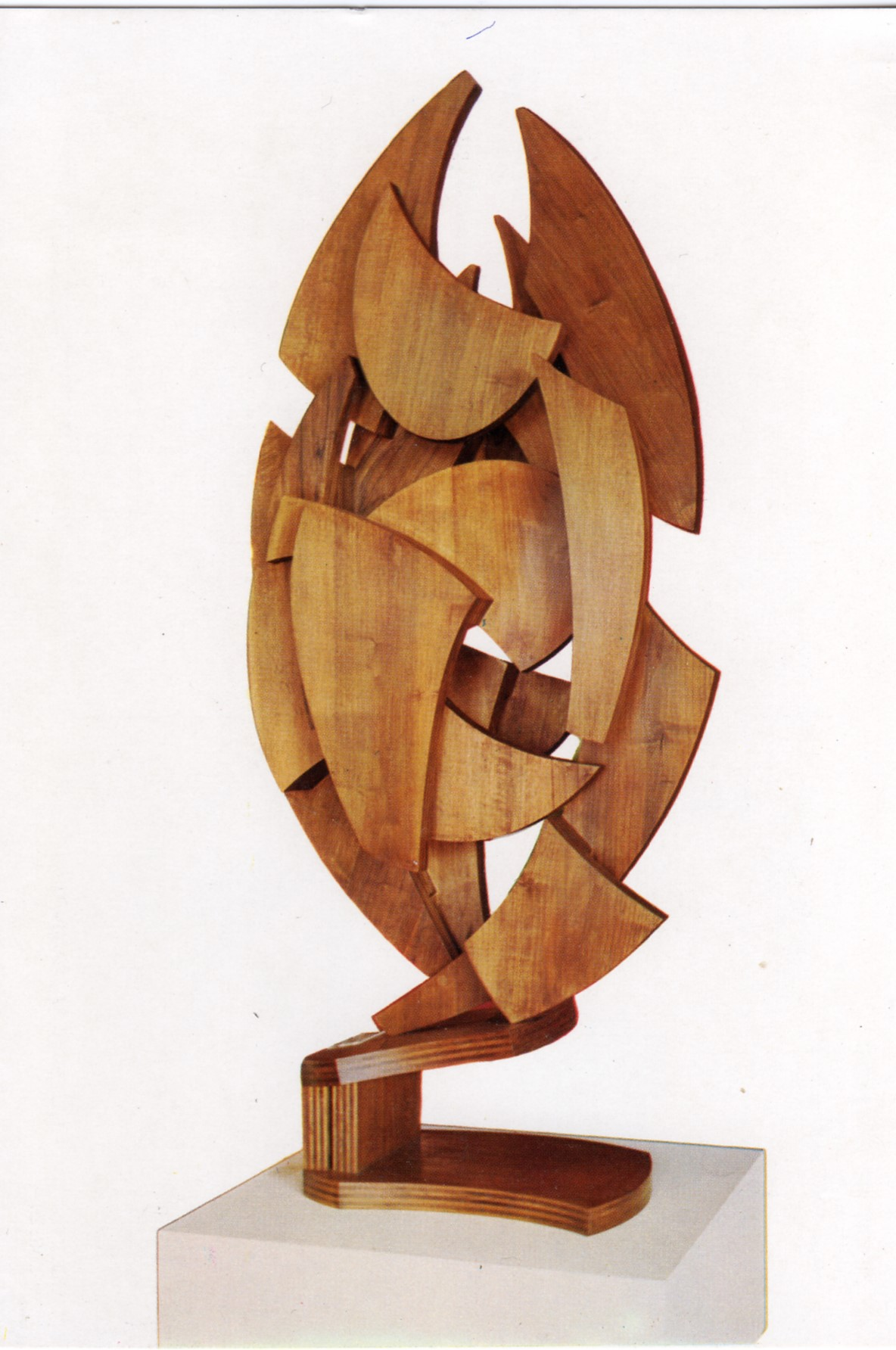
Apertura Eveniente, 1971, legno di noce
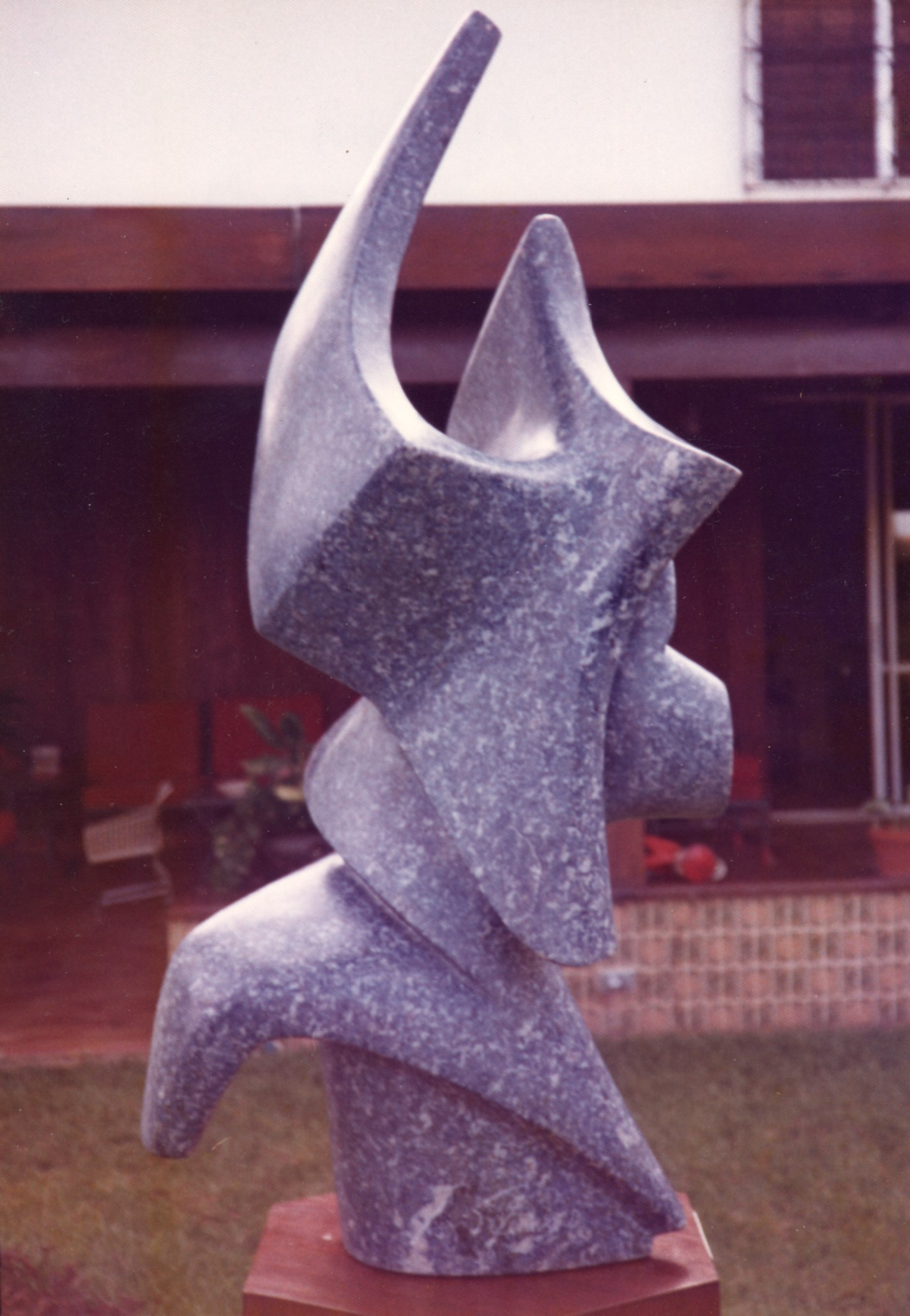
Apertura Eveniente, 1969, granito blu del Brasile
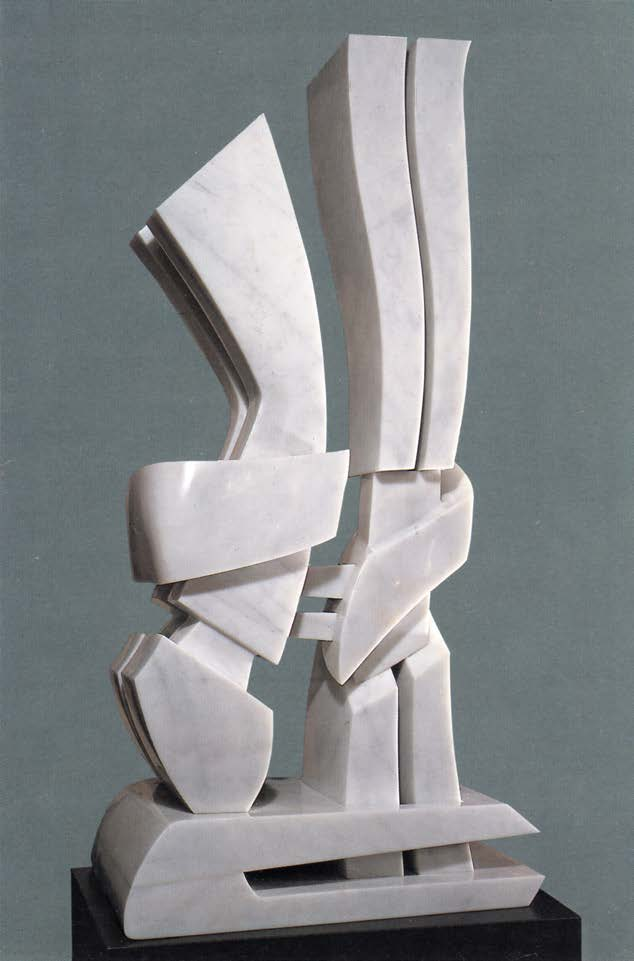
Conformazione concrescente, 1986, marmo
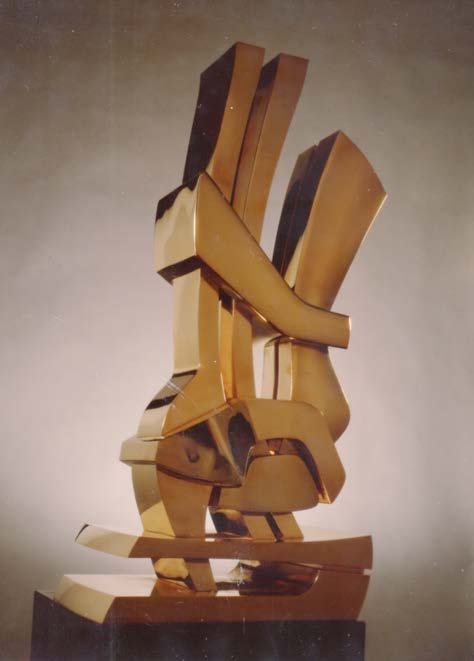
Conformazione concrescente II, 1987, ottone
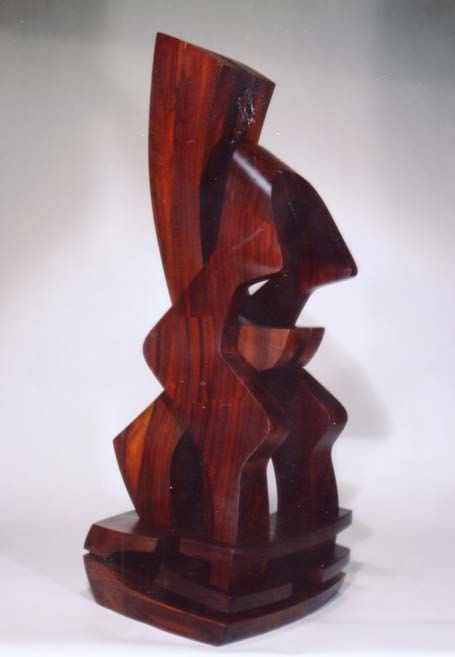
Conformazione concrescente III, 1987, legno di palissandro indiano
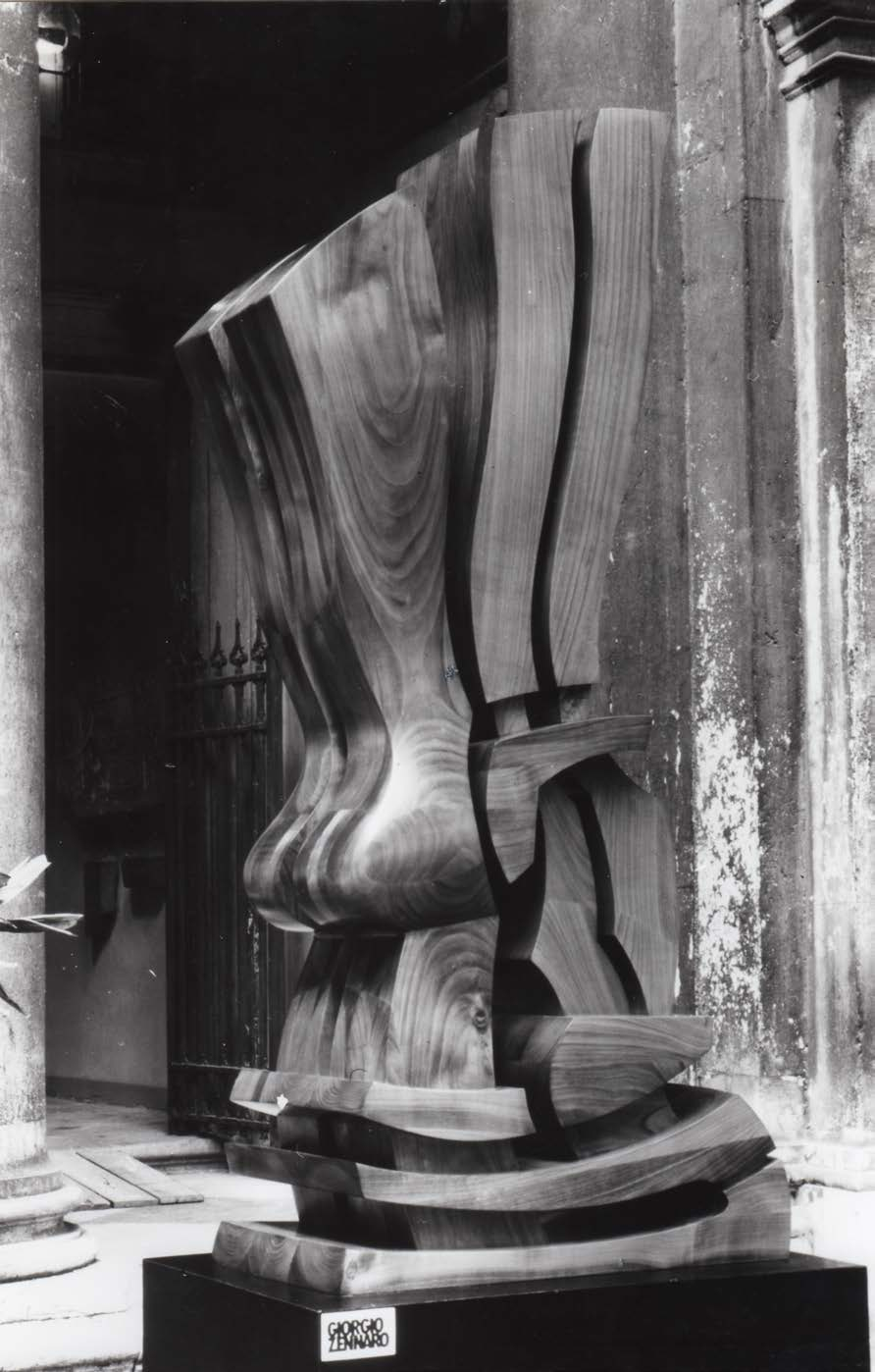
Concrescente IV, 1990, legno di ciliegio
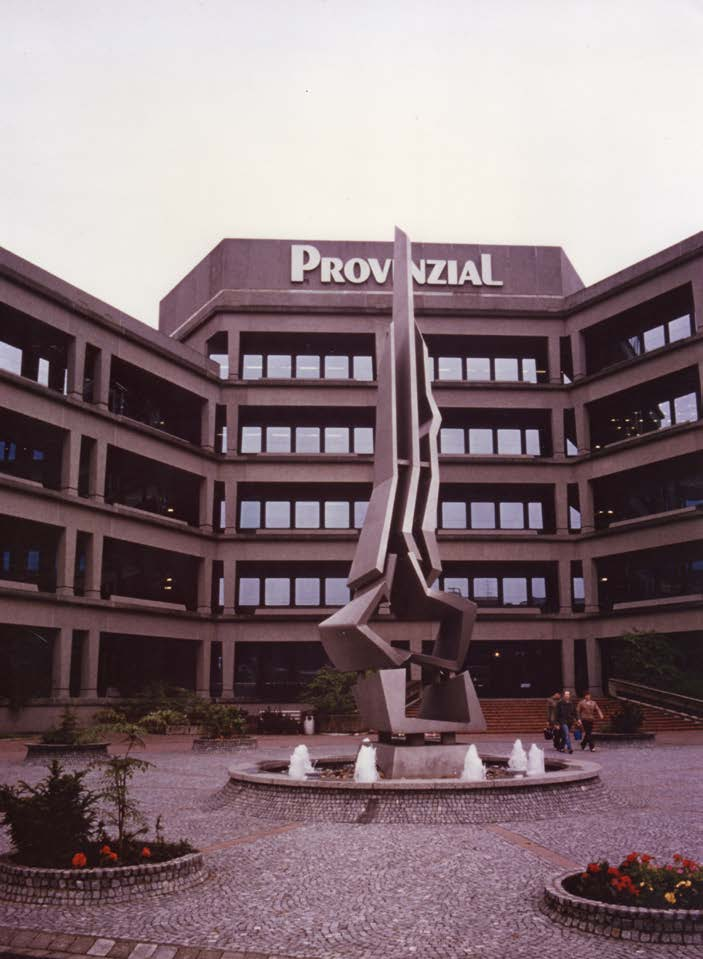
Forme in mutazione, 1980, acciaio inox

## Mostre Personali
1955
- Galleria del Libro Treviso (presentazione di Toni Toniato)

1958
- Galleria Bevilacqua La Masa -Venezia- (presentazione di G. Carlo Argan)

1960
- Galleria Santo Stefano Venezia
- Galleria Il Traghetto Venezia (presentazione di Giuseppe Marchiori)

1963
- Galleria Santo Stefano, Venezia (presentazione di L. Minassian, G.P. Nimis, Virgilio Guidi)

1965
- Galleria Bevilacqua La Masa (presentazione di Leone Minassian)

1970
- Galleria Ravagnan (presentazione di Giuseppe Marchiori)

1971
- Galleria Nuovo Spazio, Folgaria (TN) (presentazione di Giuseppe Marchiori)
- Galleria La Chiocciola, Padova (presentazione di Toni Toniato)
- Galleria Il Nome, Vigevano (presentazione Giuseppe Marchiori)

1972
- Galleria Ravagnan, Venezia (presentazione Giuseppe Marchiori)
- Galleria Hausmann, Cortina D'Ampezzo

1973
- Graphic Gallery di Albert Levin, Palm Springs (California) (presentazione di Umbro Apollonio)

1974
- Galleria Pietra, Milano (presentazione di Enrico Crispolti)
- Galleria Rotta, Genova (presentazione di Aldo Passoni)
- Circolo Artistico Prigioni Vecchie, Venezia (presentazione di Lara Vinca Masini)

1975
- Studio FL, Roma (presentazione di Toni Toniato)

1976
- Palazzo Braschi, Roma (presentazione di Lara Vinca Masini)
- Expò '76, Bari
- Circolo artistico Prigioni Vecchie Venezia (presentazione Pierre Restany)
- Galleria Forum, Trieste (presentazione Lara Vinca Masini)

1977
- Galleria Ravagnan, Venezia (presentazione Maria Luisa Pavanini)
- Galleria La Loggia, Bologna (presentazione Maria Luisa Pavanini)
- Galleria Falchi, Milano (presentazione Maria Luisa Pavanini)

1978
- Galleria Eichinger, Monaco (presentazione di Enrico Crispolti)

1979
- Randall Gallery, New York (presentazione di Giuseppe Marchiori)
- Art Expò Coliseum, New York
- Wash Art '79 D.C. National Armory, Washington
- New York International Sculpture Fair, Sheraton Hotel, New York
- Greenbaum Gallery, Paterson (N.J.) (presentazione Giuseppe Marchiori)
- Expò Arte'79 Bari

1981
- Galleria Gubelin, Lugano (presentazione Maria Luisa Pavanini)
- Galleria Van Loe Lupke SchonBrum, Francoforte (presentazione Maria Luisa Pavanini)
- Galleria Apicella, Bonn (presentazione Maria Luisa Pavanini)

1982
- Galleria Map M. Sauer, Colonia (presentazione Maria Luisa Pavanini)
- Galleria Des Arts, Düsseldorf (presentazione Maria Luisa Pavanini)

1983
- Galleria Shada, Riyadh, Arabia Saudita

1984
- Giorgio Zennaro, galleria Ravagnan, (presentazione di Bruno Rosada)

1989
- Giorgio Zennaro un maestro a Nantopietra, Proloco Nantopietra, 10 maggio (presentazione di Giorgio Segato)

## Mostre collettive
1953
- “Sette giovani alla Bevilacqua La Masa” Venezia (presentazione di Bruno Alfieri)
- “XLI Collettiva Bevilacqua La Masa” Venezia

1954
- “XLII Collettiva Bevilacqua La Masa” Venezia

1955
- “XLIII Collettiva Bevilacqua La Masa Venezia
- Mostra Internazionale di Scultura all'aperto indetta dalla Galleria “Numero” di Firenze (presentazione di Lionello Venturi e P. Gueguen)

1956
- Mostra di pittori e scultori contemporanei indetta dal Comune di Venezia alla “Bevilacqua La Masa” Venezia

1957
- “XLV Collettiva Bevilacqua La Masa” Venezia

1958
- "XLVI Collettiva Bevilacqua La Masa” Venezia

1959
- “XLVII Collettiva Bevilacqua La Masa” Venezia
- Mostra di undici giovani alla galleria La Loggia Bologna (presentazione di Virgilio Guidi)
- Mostra degli artisti premiati alla galleria “Bevilacqua La Masa”, Venezia
- Mostra internazionale all'aperto di scultura indetta dalla galleria Pagani del Grattacielo Milano (presentazione di G. Kaisserlian)
- III Concorso Internazionale del Bronzetto, Padova (presentazione di Umbro Apollonio)
- XIII Biennale d'Arte Triveneta, Padova (presentazione di Guido Perocco)

1960
- Mostra Collettiva “Gran Premio San Vidal”, Venezia (presentazione di Gigi Scarpa)
- “XLVIII Collettiva Bevilacqua La Masa”, Venezia (presentazione di Ugo Fasolo)

1961
- “Collettiva di Scultura alla Galleria Bevilacqua La Masa”, Venezia.
- IV Concorso Internazionale del Bronzetto, Padova (presentazione Rodolfo Pallucchini)
- XIV Biennale d'Arte Triveneta, Padova
- Mostra Internazionale alla Galleria “Tao”, Spoleto.
- “Symposium Europeischer Bildhauer”, St.Margareten (Austria)

1963
- III Biennale Internazionale di scultura "Città di Carrara", Carrara
- Mostra Internazionale di Scultura Contemporanea indetta alla Galleria "Grattacielo”", Milano
- Mostra del piccolo formato alla Galleria “Alfa”, Venezia

1963
- Collettiva alla Galleria “Alfa”, Venezia

1964
- Mostra Internazionale d'arte nell'arredamento, Monza

1965
- Triennale dell'Adriatico di grafica e scultura, Civitanova Marche
- LIII Triennale dell'Adriatico di Grafica e Scultura, Civitanova Marche
- LIII Collettiva Bevilacqua La Masa, Venezia (premio acquisto del Comune di Venezia)

1967
- XII Concorso Nazionale “Premio Ramazzotti”, Milano
- V Biennale Internazionale di scultura “Città di Carrara”, Carrara

1968
- Partecipa con Pablo Picasso, Max Ernst, Hans Arp, Mark Tobey, Sebastián Matta, Lucio Fontana, alla mostra Internazionale alla galleria “Fucina degli Angeli”, Venezia.[3]
- Mostra Internazionale alla Galleria Blu, Milano, indetta dalla “Fucina degli Angeli”.[3]

1969
- Mostra Internazionale alla galleria “Forni”, Bologna (indetta dalla Fucina degli Angeli”)

1970
- “La scultura e la campagna”, mostra indetta dal comune di Seregno e dalla Galleria “Gi3”, Seregno, (presentazione di Aldo Passoni)
- “Il rapporto Naturale”, mostra indetta dal Comune di Novara con la collaborazione della galleria “Gi 3”, Seregno

1971
- Scultura Italiana Contemporanea, 3ª Mostra di primavera "Via della scultura" Bologna, (presentazione di Giuseppe Marchiori)
- Invitato dalla Biennale di Venezia alla rassegna di scultura organizzata al Palazzo del Cinema del Lido di Venezia per la 32ª Mostra Internazionale d'Arte Cinematografica
- VIII Concorso Internazionale del Bronzetto, Padova

1972
- 36ª Biennale Internazionale d'Arte di Venezia, Grafica d'oggi,Venezia.
- Selezione Triveneta di scultura, Cortina d'Ampezzo, (presentazione di Giuseppe Marchiori, C. Spencer, A. Mozzambani)
- Mostra collettiva di scultura indetta dal comune di Ferrara, Palazzo dei Diamanti, Ferrara.
- Mostra degli artisti veneziani alla "Galleria Bevilacqua La Masa", Omaggio a Diego Valeri, Venezia.

1973
- X Quadriennale Nazionale d'arte, Situazione dell'arte non-figurativa, Roma (febbraio-marzo 1973)
- IX Concorso Internazionale del Bronzetto, Padova.
- VII Biennale di scultura “Città di Carrara”, Carrara

1974
- X Biennale Internazionale d'Arte del Mediterraneo, Alessandria d'Egitto.
- XII Quadriennale d'Arte, Torino
- V Premio di scultura, Seregno, Brianza
- V Mostra Internazionale d'arte, Basilea (Svizzera)

1975
- Rassegna Internazionale Luce e Materia: il metacrilato nell'Arte, Milano, (presentazione di G.C. Argan)
- Rassegna Triveneta delle Arti, Piazzola sul Brenta (Padova)
- Arte Fiera '75, Bologna
- Rassegna Arte Fano 1975, Aspetti della ricerca iconografica oggi, Fano
- Aspetti della ricerca artistica nel Veneto negli anni 1960-70, Galleria Bevilacqua La Masa, Venezia, (presentazione di Toni Toniato)
- XX Rassegna Nazionale d'Arte Contemporanea, Termoli (premiato fuori concorso)
- X Biennale Internazionale del Bronzetto e della piccola scultura, in Prato della Valle, Padova

1976
- Rassegna d'Arte Contemporanea, Fiamma Vigo, Venezia
- Mostra collettiva del 20X20, Galleria Ravagnan, Venezia

1977
- Arte Fiera '77, Bologna

1979
- I Premio Nazionale dedicato alla scultura, Città di Gallarate, Gallarate (Varese)
- Forma e materia nella scultura, Galleria Forum, Trieste
- Rassegna Aurea Arte: Progettare con l'oro, Palazzo Strozzi, Firenze
- Art10 '79, Basilea (Svizzera)

1980
- Artexpò, Coliseum, New York (U.S.A.)
- Art11 '80, Basilea (Svizzera)

1981
- Artexpò, Coliseum, New York (U.S.A)
- Art12 '81, Basilea (Svizzera)
- XIII Biennale Internazionale del Bronzetto, Padova.
- Opera Bevilacqua La Masa: L'artista tra il pubblico e il privato, Venezia

1982
- Arteder'82, Mostra Internazionale d'arte grafica, Bilbao(Spagna)
- IX Rassegna della Grafica Contemporanea: La grafica degli Scultori, Forlì

1983
- Quadriennale Nazionale d'Arte: “I multipli nella scultura italiana contemporanea”, Roma.[4]
- 14ª Mostra Internazionale della Piccola Scultura, Galleria Pagani, Milano

1984
- Incontro artistico “Le Colonete”, premio alla scultura del sindaco di Venezia, Venezia

1986
- XLII Biennale Internazionale di Venezia Arte e Scienza, Sculture all'aperto, Venezia.

1987
- Premio Murano, Museo d'arte sacra Sant'Apollonia, Venezia 29/11

1987
- Arte per la Pace, Roma, Palazzo Venezia, 7/05

1989
- Idiomi della scultura contemporanea 2, III Rassegna Internazionale di scultura, Sommacampagna (Verona)

1990
- International Contemporary Art Competition Painting Osaka Triennale
- Dopo il muro, Mestre, 3/01

1992
- Triennale Internazionale di scultura Osaka
- Salone di settembre, prima rassegna di gallerie italiane di Arte Contemporanea, Venezia, Zitelle 12/09

1993
- Triennale Internazionale di pittura Osaka

1994
- Triennale Internazionale di grafica Osaka

1996
- 11 Incontro Arte e sport Venezia

1999
- XXI Incontro artistico “Le Colonnete” Premio alla scultura del Comune di Venezia

2002
- XXIV Incontro artistico ” Le Colonnete“Venezia

## Curiosità
- È stato il primo artista in Italia a realizzare, nel 1973, una scultura in titanio
- Unico artista Italiano invitato al Simposio Europeo di scultura in Austria (1966)
- La sua opera "Forme in Mutazione" (acciaio inox, altezza 4 metri del 1989) è stata utilizzata come dono dello Stato Italiano allo Stato Irlandese
- Le sue opere sono state esposte con artisti come Pablo Picasso, Max Ernst, Hans Arp, Mark Tobey, Sebastián Matta e Lucio Fontana alla mostra internazionale della galleria "Fucina degli Angeli" di Venezia nell'anno 1968.